# Linaria pamirica
Linaria pamirica är en grobladsväxtart som först beskrevs av Yunussov, och fick sitt nu gällande namn av J. Stasiak. Linaria pamirica ingår i släktet sporrar, och familjen grobladsväxter. Inga underarter finns listade i Catalogue of Life.